# Pierre Zaoui
Pour les articles homonymes, voir Zaoui.
Pierre Zaoui (né en 1968) est un philosophe français.

## Biographie
Il enseigne à l'université de Paris.
Membre du Centre international d'étude de la philosophie française contemporaine (CIEPFC), il est aussi directeur de programme au Collège international de philosophie (CIPh) de 2004 à 2010. 
Ses recherches portent notamment sur Spinoza, Gilles Deleuze ou encore sur la pensée politique (libéralisme).
Il écrit dans plusieurs revues dont Esprit, Astérion et Mouvements. 
Il est membre du comité de rédaction de la revue Vacarme.

## Principales publications
- Le libéralisme est-il une sauvagerie ?, Paris, Bayard, 2007  (ISBN 978-2-227-47681-3)
- Spinoza : la décision de soi, Paris, Bayard, 2008  (ISBN 978-2-227-47810-7)
- Vivre, c'est croire : Portrait philosophique de David Hume, Paris, Bayard, 2010  (ISBN 978-2-227-48142-8)
- La Traversée des catastrophes, Paris, Seuil, 2010  (ISBN 2-021-02983-2)
- La Discrétion, ou l'Art de disparaître, Paris, Autrement, 2013  (ISBN 978-2746735033)
- Lire Olivier Cadiot, avec Dominique Rabaté (publié à la suite du colloque « Olivier Cadiot – Expérience morte, expérimentez ! » à l'Université Paris-Diderot, du 30 septembre au 2 octobre 2015), Dijon, Les Presses du réel, 2020.
- Beautés de l'éphémère. Apologie des bulles de savon, Paris, 2024, Seuil, 176 p.

## Participation à un court métrage
- How far is the sky ?, Pascale Bouhenic (réal.) ; avec la participation de Jude Stéfan, Jean-Philippe Toussaint, Pierre Zaoui (et al.), Paris, Éditions Centre Pompidou, 2007. 1 DVD couleur, durée 1 h. Réalisé pour l'exposition « Samuel Beckett » du 14 mars au 25 juin 2007.

## Vidéographie
- Les Grands Débats #1 – Quels changements dans nos vies ? avec Cynthia Fleury et Pierre Zaoui, Université de Paris.